# Murray Ian Hill Brooker
Pour les articles homonymes, voir Brooker.
Murray Ian Hill Brooker, plus connu sous le nom de Ian Brooker, est un botaniste australien, né le 2 juin 1934 à Adélaïde (Australie) et mort le 25 juin 2016 à Canberra.

## Biographie
Murray Ian Hill Brooker obtient son Bachelor of Sciences à l’université d’Adélaïde et son Master of Sciences à l’Université nationale australienne de Canberra.
Il travaille pour le département de conservation des sols du ministère de l’agriculture dans le sud de l’Australie de 1957 à 1963 avant de rejoindre le département de botanique de l’Université nationale australienne jusqu’en 1969. Il passe ensuite un an au sein du Western Australian Herbarium.
En 1970, Brooker rejoint le Forest Research Institute de Canberra, aujourd’hui connu sous le nom de CSIRO Forestry and Forest Products. Il se spécialise dans le genre Eucalyptus et voyage à travers toute l’Australie afin de récolter des spécimens et publie de nombreux articles.

## Principales publications
- Field Guide to Eucalypts, Melbourne, 1983-1994, 3 volumes : South-Eastern Australia, South-western and Southern Australia, Northern Australia  (ISBN 0909605610)

## Source
- (en) Cet article est partiellement ou en totalité issu de l’article de Wikipédia en anglais intitulé « Ian Brooker » (voir la liste des auteurs).